# Mad Mission 3: Our Man from Bond Street
Série
Mad Mission 2
(1983) Mad Mission 4 : Rien ne sert de mourir
(1986)
Pour plus de détails, voir Fiche technique et Distribution.
Mad Mission 3: Our Man from Bond Street (最佳拍檔之女皇密令, Zui jia pai dang 3: Nu huang mi ling) est un film hongkongais réalisé par Tsui Hark, sorti en 1984.

## Synopsis
En vacances à Paris, Sam est engagé par un individu qui prétend être James Bond. Ce dernier lui demande de l'aider à restituer à la Reine d'Angleterre les pierres précieuses de sa couronne qui ont été dérobées à Hong Kong. Sur place, l'agent Tom Collins découvre que le soi-disant James Bond est en réalité à la tête d'une organisation internationale d'escrocs professionnels. Sam a alors pour mission de récupérer les pierres tout en mettant hors d'état de nuire l'organisation..

## Commentaire
- Parodie de film de James Bond.

## Fiche technique
- Titre : Mad Mission 3: Our Man from Bond Street
- Titre original : 最佳拍檔之女皇密令 (Zui jia pai dang 3: Nu huang mi ling)
- Réalisation : Tsui Hark
- Scénario : Raymond Wong Pak-ming et Larry Dolgin (dialogues)
- Production : Karl Maka et Dean Shek
- Société de production : Cinema City Film Productions
- Musique : Lynsey de Paul
- Photographie : Henry Chan
- Montage : Tony Chow
- Décors : Oliver Wong
- Pays :  Hong Kong
- Genre : Action, comédie
- Durée : 96 minutes
- Lieux de tournage : Hong Kong / Paris (France)
- Format : couleurs - Son : mono - 2.35:1
- Date de sortie :
  - France : 21 novembre 1984

## Distribution
- Sam Hui : Sam Hong Kong
- Karl Maka : Albert Au
- Sylvia Chang : Nancy Ho
- Peter Graves : Tom Collins
- Richard Kiel : Big G
- Jean Mersant
- John Shum
- Naomi Otsubo
- Huguette Funfrock : la reine du Royaume-Uni
- Tsuneharu Sugiyama (en) : Hard Hat
- Lerias Momeyer